# Діксон-Сіті (Пенсільванія)
Діксон-Сіті (англ. Dickson City) — місто (англ. borough) в США, в окрузі Лекаванна штату Пенсільванія. Населення — 6038 осіб (2020).

## Географія
Діксон-Сіті розташований за координатами 41°28′6″ пн. ш. 75°38′9″ зх. д. / 41.46833° пн. ш. 75.63583° зх. д. (41.468349, -75.635816).  За даними Бюро перепису населення США в 2010 році місто мало площу 12,42 км², уся площа — суходіл.

## Демографія
Згідно з переписом 2010 року, у селищі мешкало 6070 осіб у 2703 домогосподарствах у складі 1636 родин. Густота населення становила 489 осіб/км².  Було 2921 помешкання (235/км²).
Расовий склад населення:
| - 95,9 % — білих - 1,0 % — чорних або афроамериканців - 0,7 % — азіатів - 0,1 % — корінних американців - 1,1 % — осіб інших рас |

До двох чи більше рас належало 1,3 %. Частка іспаномовних становила 3,8 % від усіх жителів.
За віковим діапазоном населення розподілялося таким чином: 18,9 % — особи молодші 18 років, 62,0 % — особи у віці 18—64 років, 19,1 % — особи у віці 65 років та старші. Медіана віку мешканця становила 42,3 року. На 100 осіб жіночої статі у селищі припадало 92,1 чоловіків;  на 100 жінок у віці від 18 років та старших — 90,9 чоловіків також старших 18 років.
Середній дохід на одне домашнє господарство  становив 56 367 доларів США (медіана — 42 887), а середній дохід на одну сім'ю — 69 543 долари (медіана — 61 400). Медіана доходів становила 46 518 доларів для чоловіків та 36 295 доларів для жінок. За межею бідності перебувало 11,2 % осіб, у тому числі 11,6 % дітей у віці до 18 років та 10,0 % осіб у віці 65 років та старших.
Цивільне працевлаштоване населення становило 2967 осіб. Основні галузі зайнятості: освіта, охорона здоров'я та соціальна допомога — 23,8 %, роздрібна торгівля — 20,4 %, виробництво — 14,6 %, науковці, спеціалісти, менеджери — 10,5 %.